# Taborkerk (Leipzig)
De Taborkerk (Duits: Taborkirche) is het protestantse kerkgebouw in Kleinzschocher, een stadsdeel van Leipzig.

## Geschiedenis
De Taborkerk werd gebouwd ter vervanging van de oude dorpskerk van Kleinzschocher, een eenvoudig kerkgebouw dat in de onmiddellijke nabijheid van de huidige kerk stond op de zogenaamde Tanzberg, een oude slavische cultplek.
De nieuwe kerk werd gebouwd tussen 1902 en 1904 onder leiding van de architect Richard Lucht, naar een ontwerp van de stadsbouwraad Arwed Roßbach, en op 13 maart 1904 aan de Taborberg gewijd. De oude dorpskerk werd in 1905 afgebroken.
De bouw van de kerk werd gebaseerd op een drieschepige romaanse basiliek zonder dwarsschip en werd in neoromaanse stijl opgetrokken. De beide torens aan de zuidelijke gevel zijn elk 50 meter hoog. Het interieur is geheel in overeenstemming met de romaanse architectuur op strenge wijze vormgegeven. De zuilen, het altaar en het doopvont zijn evenwel rijk en gedetailleerd versierd, net als het houten kerkmeubilair (patronaatsgestoelte, lessenaar en kerkbanken). Uit de oude dorpskerk werd een epitaaf van 1683 overgenomen.

## Afbeeldingen

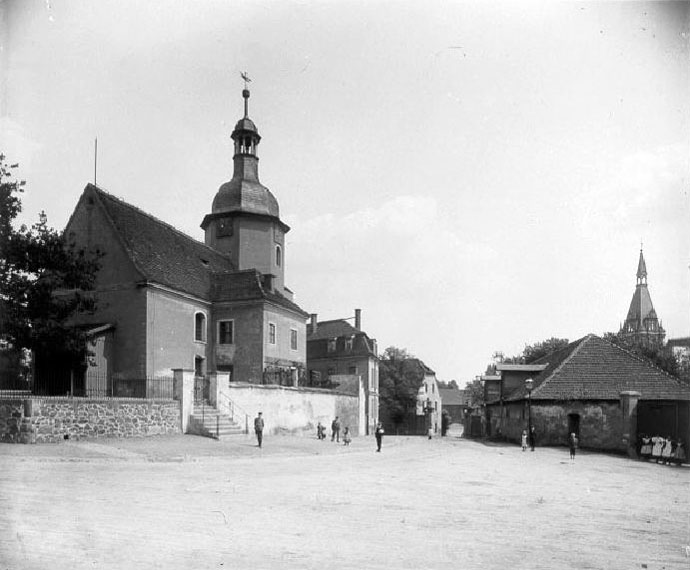
De oude dorpskerk
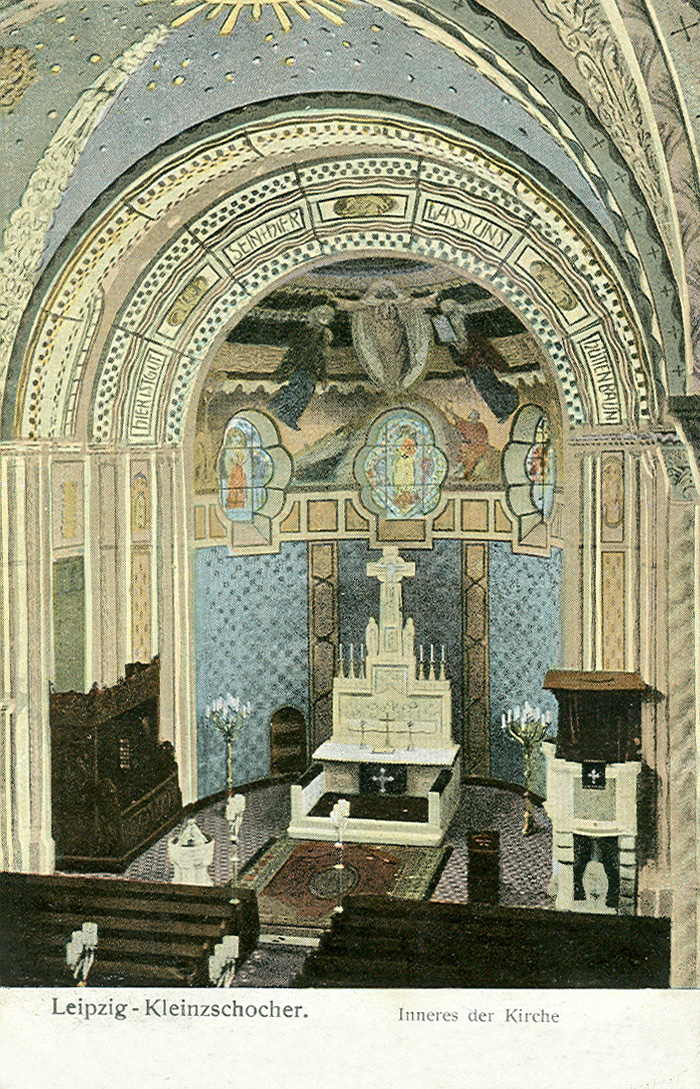
Interieur van de kerk op een ansichtkaart uit 1917